# Cale Copf Company
Die Cale Copf Company (kurz: CCC, Cale Copf; Kunstwort / „verdenglischt“ aus Kehlkopf) war eine deutsche A cappella Musikgruppe aus Melle, Osnabrück, Hagen a.T.W und Steinfurt. Die Formation trug auf ihren Konzerten viele bekannte Lieder (z. B. Back For Good von Take That) a cappella vor, sang aber auch selbstgeschriebene Stücke (z. B. Ihr sollt uns noch kennenlernen) sowie eigene Texte eingebettet in Melodien anderer Stücke (z. B. Michael Jackson’s Billie Jean machte die Band zu Billig Jeans).

## Karriere

### Gründung
Nach der erfolgreichen deutschsprachigen Aufführung des Musicals „Hair“ im Jahr 1988 durch Band-Gründer Ali Sieckmann beginnt dieser Mitglieder für ein Männersextett zu suchen. Die ersten Proben können im Frühjahr 1991 beginnen, nachdem er Michael Wolf und Andreas Strotmann aus dem „Hair“-Ensemble sowie Hans Dammermann aus dem Männerchor aus Hagen a.T.W für sein Vorhaben gewinnen konnte. Bei einer Gesangsaushilfe lernt Sieckmann schließlich auch Markus Weber kennen. 1992 tritt Ulli Pommer der Musikgruppe bei.
Nach einigen kleineren Auftritten auf Festen, Geburtstagen usw. trat die Cale Copf Company 1993 erstmals auf zwei restlos ausverkauften Konzerten in der Ehemaligen Kirche zu Hagen mit ihrem Programm Mach doch mal „dum dum“ auf.

## Diskografie

### Alben
- Mach doch mal dum dum
- Achdieschonwieder
- Welterfolge
- Gut'n Tach!
- Feierabend[3]